# Dizzy Gillespie Big Band

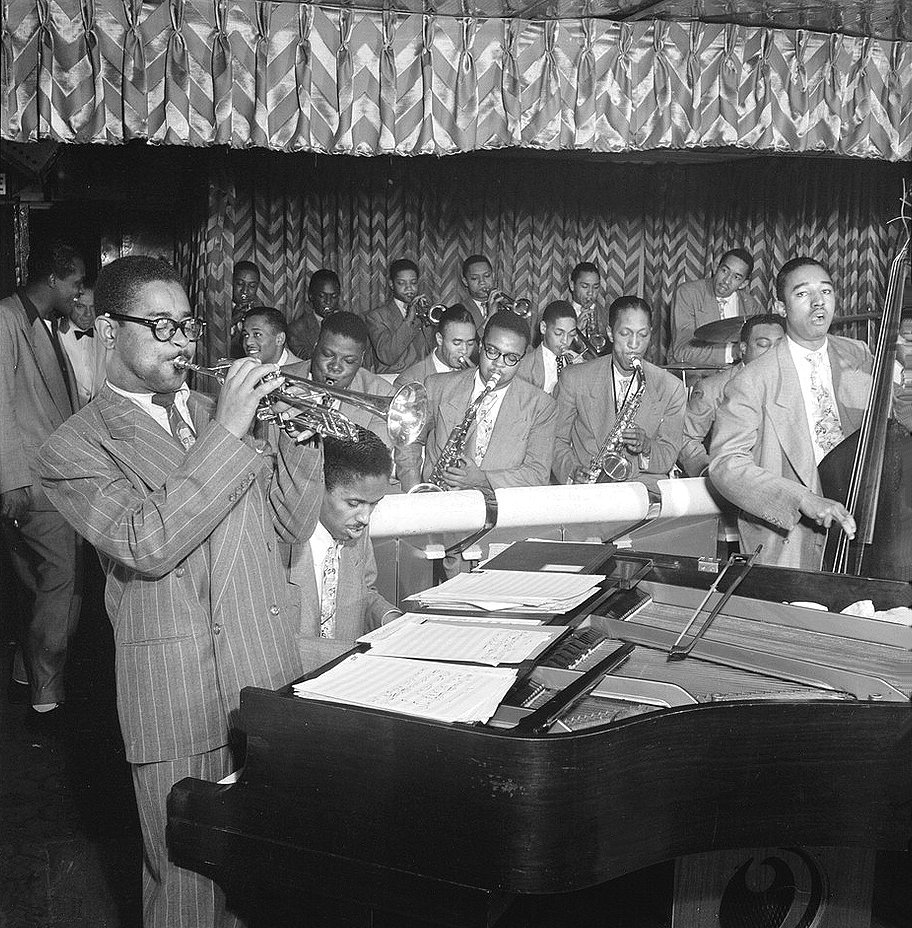
Dizzy Gillespie (links) und Big Band (mit John Lewis, Cecil Payne, Miles Davis und Ray Brown; Foto: William P. Gottlieb zwischen 1946 und 1948 in New York)

Die Dizzy Gillespie Big Band (auch Dizzy Gillespie’s Big Band, Dizzy Gillespie Orchestra oder Dizzy Gillespie and His Orchestra) war eine von Dizzy Gillespie geleitete US-amerikanische Big Band, die von 1946 bis 1950 und von 1956 bis 1962 bestand. Jenseits der 1944 gegründeten Bigband von Billy Eckstine gilt sie als die erste großformatige Band, die „Bebop zu ihrem Erkennungssound und -stil machte.“ Spätestens 1947 war der Dizzy Gillespie Big Band Joachim-Ernst Berendt zufolge „die gültige Transformation des Bop in großochestralen Jazz gelungen.“

## Die Anfänge 1945
Dizzy Gillespie, der ab den 1930er Jahren in zahllosen Swing-Bigbands gespielt hatte, zuletzt bei Billy Eckstine and His Orchestra, unternahm Mitte 1945 einen ersten Versuch mit der Gründung eines eigenen Orchesters. Vorausgegangen waren zwei erfolgreiche Konzerte in der New Yorker Town Hall mit Charlie Parker, was Milt Shaw, den Vater von Gillespies persönlichem Manager Billy Shaw, dazu bewog, dem Trompeter bei der Gründung einer eigenen Bigband zu helfen. Man entschied sich für ein Tournee-„Paket“ aus der Gillespie-Band, einem Tanzpaar, zwei Komödianten und der Sängerin June Eckstine unter dem Titel Hep-Sensation of ’45. Der 16-köpfigen Gillespie-Band gehörten u. a. auch Kenny Dorham, Charlie Rouse und Max Roach an; Gil Fuller schrieb einen Teil der Arrangements und leitete die Proben.
„Trotzdem wurde die Tournee zu einem Fiasko,“ schrieb der Gillespie-Biograf Jürgen Wölfer. „Als die Musiker hörten, daß es in die Südstaaten ging, kündigten sie reihenweise. […] Als die Mason-Dixon-Linie überschritten wurde, hatte Gillespie praktisch eine neue Band mit zum Teil unerfahrenen Musikern. Dazu kam, daß viele Ballroom-Manager über die ‚Untanzbarkeit‘ der Musik klagten, so daß er sich auf Stock-Arrangements und den Blues beschränken mußte.“ Auch eine Tournee mit Ella Fitzgerald in den Südwesten der USA war kaum erfolgreicher. Ende des Jahres 1945 löste Gillespie die Band auf.

## Die Bigband 1946–1950

### 1946
Im folgenden Jahr schlug ihm Chuck Monroe bei einer Sextett-Session für das Label Musicraft Records vor, erneut den Versuch der Gründung einer Bigband zu unternehmen, die im Spotlite auftreten sollte. Wieder organisierte Gil Fuller die Band und „schrieb Arrangements in Zusammenhang mit Gillespie, wobei die beiden eine Übereinstimmung fanden, wie sie vorher nur bei Duke Ellington und Billy Strayhorn zu finden war“.
Am 22. Februar 1946 nahm Gillespie mit der Bigband drei Titel auf, 52nd Street Theme, A Night in Tunisia und Charlie Parkers Anthropology. Aus Billy Eckstines Bandrepertoire stammten zehn Arrangements, darunter Our Delight, Cool Breeze und Good Bait von Tadd Dameron. Zu den Musikern gehörten nun die Saxophonisten Sonny Stitt, Howard Johnson und Ray Abrams, der junge Trompeter Dave Burns, Ray Brown, Milt Jackson und der Schlagzeuger Kenny Clarke, der zuvor den Militärdienst beendet hatte. Thelonious Monk saß kurze Zeit im März und April am Klavier, bevor er im Juni von John Lewis abgelöst wurde, den Kenny Clarke bei Gillespie einführte. Spotlite-Besitzer Clark Monroe hatte Druck auf Gillespie ausgeübt, „den unfähigen Pianisten“ zu feuern.
Im März 1946 unterschrieb Gillespie den Plattenvertrag bei Musicraft mit dem Pseudonym B. Bopstein; die Aufnahmen entstanden von Mai bis Juli 1946, darunter die Titel Our Delight und Things to Come. Bei der dritten Session im November war Kenny Hagood der Bandsänger, der die Vokalistin Alice Roberts ablöste.
„Insgesamt besaß die Gillespie-Band neben dem Leader und der Rhythmusgruppe kaum überragende Solisten, abgesehen von James Moody, der Mitte des Jahres in die Band kam,“ schrieb Wölfer; „Gillespie machte dieses Manko wett durch eine ungeheure Spielfreude und viel Enthusiasmus, der die Band immerhin gut vier Jahre existieren ließ.“
Die Stärke des Orchesters war dessen massives Ensemblespiel und Energie, schrieb Alyn Shipton, „gekoppelt mit dem athletischen Trompetenspiel seines Leaders“. Der Jazzkritiker Ira Gitler schrieb:

„In dem kleinen Club zu sein, dem Spotlite, mit der niedrigen Decke, und dann diese Band Things to Come zu spielen hören. Es konnte einen abheben lassen. Unglaublich. Definitiv einer der aufregendsten Erfahrungen, die man jemals machen konnte.“

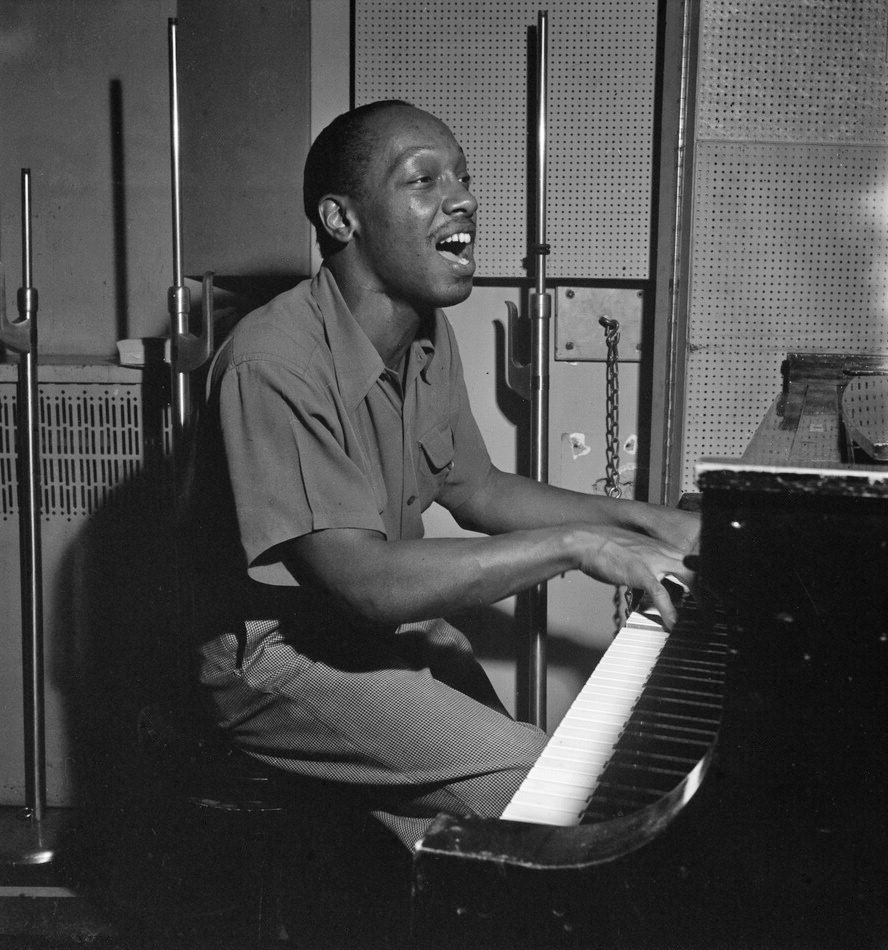
Tadd Dameron. Foto: Gottlieb.

Ralph J. Gleason war ein großer Anhänger der Band: „Die Energie, die dabei frei wurde, war sensantionell.“
Kenny Clarkes Mitgliedschaft in der Bigband hatte großen Einfluss auf die Musik des Gillespie-Orchesters, meinte Ray Brown später. Der Schlagzeuger selbst äußerte: „Die Kraft, der Rhythmus, die Harmonien dieser Band waren etwas, was ich nie zuvor gehört hatte. Du kannst dir nicht vorstellen, wie das war, dies zu erleben. Es war ein wunderbarer Teil meines Leben […] Dizzy war der Dreh- und Angelpunkt.“
Ray Brown selbst gab Gil Fuller thematische Ideen, die Fuller in seine Arrangements einarbeitete, etwa Ray’s Idea, One Bass Hit und Oop Bop Sh'bam – bei den letzten beiden Kompositionen ist Brown als Co-Komponist angegeben.
Die Rhythmusgruppe war im Kern der Vorläufer des Modern Jazz Quartet; erste Auftritte hatte sie unabhängig von Gillespie im Small’s Paradise in Harlem, angekündigt als The Atomics of Modern Music mit James Moody, laut Programm Dizzy’s New Winning Rave Tenor Saxophonist.
Zum Erfolg der Bigband trugen auch die Arrangements Tadd Damerons bei, von denen Frank Foster sagte: „Was ich an Tadd bewunderte, war nicht seine Unkonventionalität, vielmehr die Tatsache, dass er so schön komponierte. Seine Voicings waren großartig“. Wegen der Entlassung Monks kühlte die Beziehung Damerons zu Gillespie jedoch ab. Auch John Lewis trug mit kompletten Arrangements zum Repertoire bei, wie Emanon 1946.
Am 28. Juni 1946 wurde das Spotlite-Engagement unterbrochen für einen einwöchigen Auftritt im Apollo Theater, das Bandleader Gillespie als The New All-American Trumpet Star anpries. Es folgten Konzerte in Pennsylvania, Ohio und Indiana, bevor die Band nach Chicago kam, wo sie neben Ella Fitzgerald und ihrem Trio spielte, nach weiteren Auftritten in St. Louis und Peoria im September dann im Savoy Ballroom. auftrat. Bei der Fortsetzung der Tour (gemeinsam mit Ella Fitzgerald, die der Bigband ihr Prestige lieh, so John Lewis) versuchte Gillespie die Fehler der Vorjahrestournee zu vermeiden und machte einen Bogen um die Bundesstaaten North und South Carolina, Georgia und Florida. Die Tour war dennoch ein finanzielles Desaster für Gillespie und Billy Shaw.
In der zweiten Jahreshälfte 1946 entstand der Musikfilm über die Gillespie-Bigband, Jivin’ in Bebop (produziert von William D. Alexander), in dem auch die Vokalisten Hagood und Helen Humes ihre Auftritte haben. Gillespie, der seinen Auftritt mit Showeinlagen des schwarzen Entertainment durchsetzte, und seine Band spielen insgesamt acht Songs, darunter Salt Peanuts, One Bass Hit, Oop Bop Sh'Bam und He Beeped When He Should Have Bopped. Während die Kamera auf die Tänzer gerichtet ist, interpretiert sie – das Spiel mimisch darstellend zu vorher eingespieltem Material – Shaw 'Nuff, A Night in Tunisia, Grosvenor Square und Ornithology.

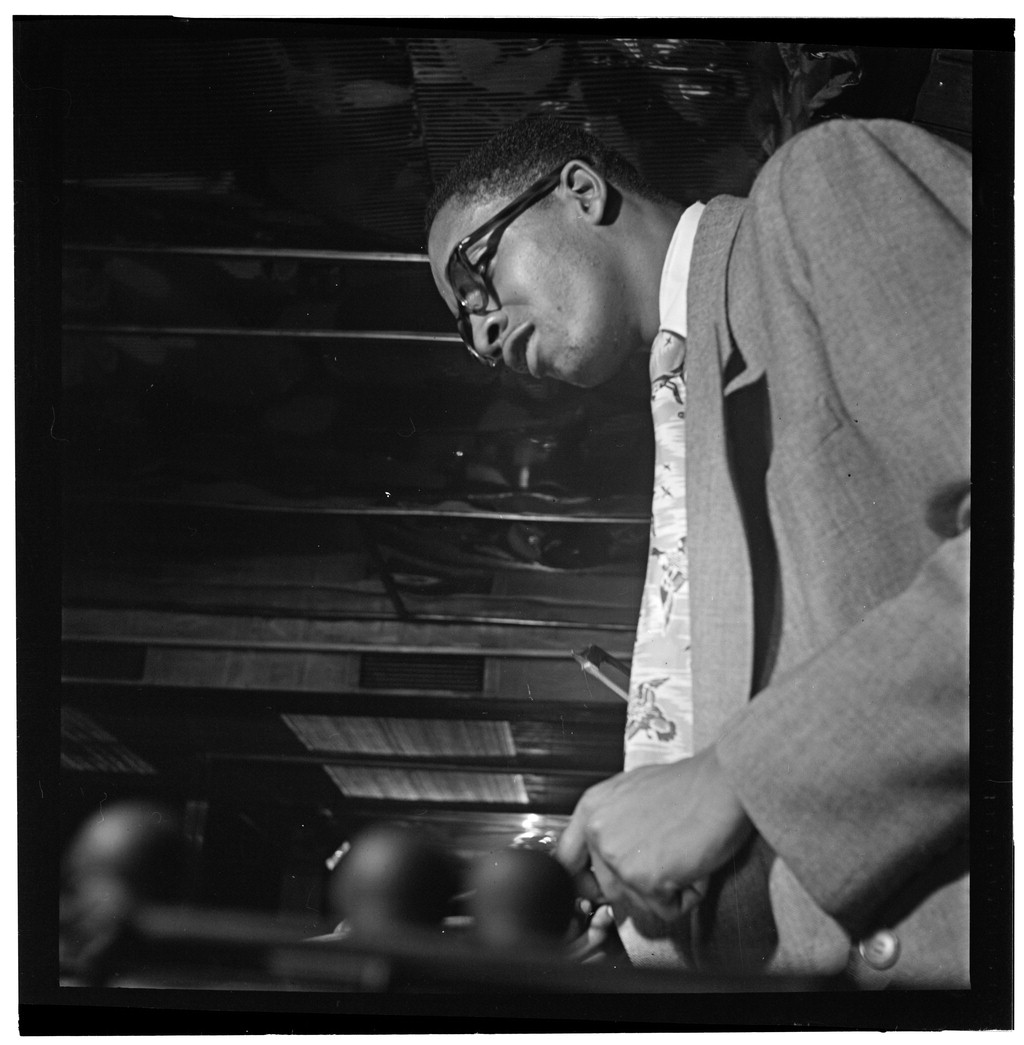
Milt Jackson, New York, um 1947. Foto: Gottlieb.

### 1947
Inzwischen war die Gillespie-Band durch Rundfunkübertragungen aus dem Spotlite landesweit bekannt geworden; so dass die Musikindustrie auf sie aufmerksam wurde. 1947 erhielt Gillespie als erster Bebop-Musiker einen Schallplattenvertrag bei RCA Victor, neben Columbia und Decca damals eines der drei Major-Label in den USA. Kurz vor dem Aufnahmetermin am 22. August 1947 endete ein mehrwöchiges Engagement im Jazzclub Downbeat auf der 52nd Street, Gillespies Hauptquartier in dieser Phase. Zu seinen Solisten zählten im Sommer 1947 James Moody, Cecil Payne („Stay on It“), Milt Jackson und Ray Brown. Einen wichtigen Beitrag leistete der Schlagzeuger Joe Harris, der Kenny Clarke abgelöst hatte.
Stephanie Stein Crease zufolge entwickelte die Gillespie-Bigband eine eigene Ästhetik: „Das Ziel war es nicht, den Tänzern zu gefallen, sondern eher die Konzepte auszuformulieren, die Dizzy mitentwickelt hatte: ausgedehnte Harmonien, asymmetrische Phrasierungen, eine treibende perkussive Richtung und eine gesunde Mischung aus Improvisation und detailliertem Arrangement. So integrierten einige der Arrangements für Dizzys Bigband den Solisten in einem viel größerem Maß in das Ensemblespiel, als das Thema-Solo-Solo-Solo-Thema-Format der kleinen Combos.“
Gillespie erforschte in dieser Zeit mit Gil Evans, John Lewis, George Russell und Gerry Mulligan die Beziehung zwischen ausgeschriebenen und den improvisierten Teilen, die sich radikal von den herkömmlichen Bigband-Arrangements zu den kleinen Ensembles der Bebopper verschoben hatte.
Im Herbst 1947 traf Gillespie Mario Bauzá, den er aus dem Orchester von Chick Webb kannte und der ihm erste Kenntnisse von kubanischer Rhythmik vermittelt hatte. Bauza wusste, dass der Trompeter einen Congaspieler in das Orchester holen wollte, um seinen Orchestrierungen eine „solide afrikanische Grundlegung“ zu geben, und empfahl ihm den Abakuá-Anhänger Chano Pozo, der umfassende Kenntnisse in kubanischer Polyrhythmik hatte. So konnte Gillespie „die aufregende Atmosphäre der Machito-Musik einfangen und im Rahmen einer Jazz Big Band realisieren.“
„Gillespie erkannte sofort die Möglichkeiten, die Pozo seiner Band eröffnen würde und heuerte ihn auf der Stelle an. Obwohl Pozo keine Noten lesen konnte, war er ein talentierter Komponist. Er sang seine Ideen einfach Gil Fuller vor, der sie aufschrieb. Pozo debütierte am 29. September 1947 bei einem von Leonard Feather organisierten Carnegie-Hall-Konzert. Schon bei der nächsten Plattensession für RCA im Dezember war Pozo dabei.“
Am 22. Dezember wurde Algo Bueno, eine Latin-Version von Woody’n You aufgenommen, außerdem eine längere Komposition von George Russell, Cubana Be-Cubana Bop, das auf zwei Plattenseiten einer Schellackplatte veröffentlicht wurde. Am 30. Dezember entstand dann Pozos Manteca, mit Tin-Tin-Deo die bekannteste Komposition des Ende 1948 ermordeten Musikers. Der Titel wurde ein Bestseller für RCA und gehörte lange zum Repertoire von Dizzy Gillespie.

### 1948–1950
Von Januar bis März 1948 ging die Bigband auf eine Europatournee, die nach Ansicht von Alyn Shipton einem „musikalischen Triumph“ gleichkam. Erste Station war Göteborg, wo die Band am 26. Januar mit dem Schiff eintraf. Auch wenn die Begleitumstände anfangs chaotisch waren – die Musiker waren seekrank und müde; der schwedische Konzertveranstalter veruntreute einen Teil der Gage – „waren die zehn Tage in Schweden ein voller Erfolg, das Publikum und die Kritik reagierten enthusiastisch.“
Ein schwedischer Musikkritiker schrieb: „Da gibt es keinen Zweifel, dass der Bebop-Sil die Musik der Zukunft beeinflussen wird“.

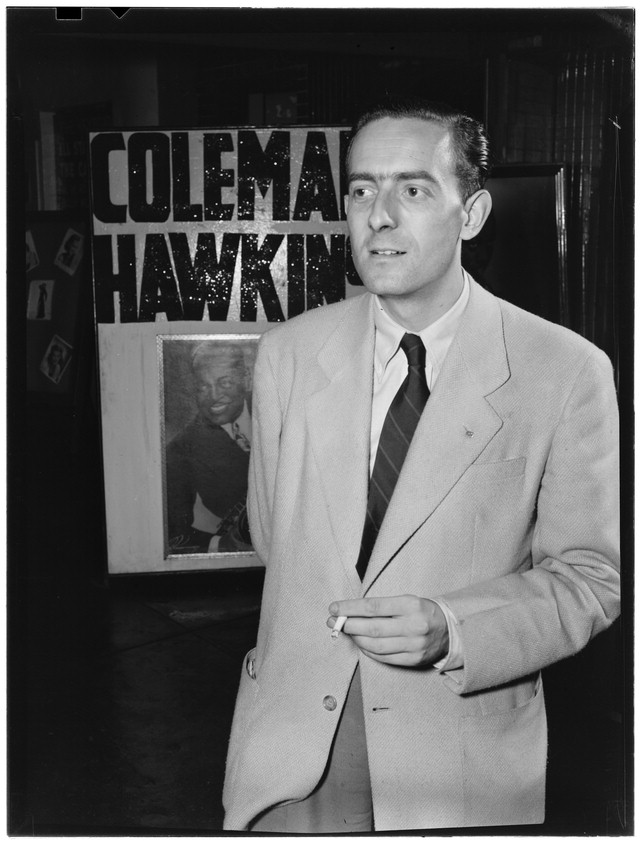
Charles Delaunay 1946. Foto: William P. Gottlieb.

In Paris, wo sich Charles Delaunay und der Hot Club de France der Band angenommen hatten, war das Publikum angeblich noch begeisterter als in Schweden: Das Orchester spielte ab dem 20. Februar mehrere ausverkaufte Konzerte in der Salle Pleyel, im Les Ambassadeurs und im Champs-Elysees-Club. Eines der Pleyel-Konzerte wurde von dem französischen Jazzlabel Swing mitgeschnitten. Der konservative Kritiker Hugues Panassié meinte hingegen nach Verlassen des Pleyel-Konzerts: „Ich liebe Jazz – aber das ist kein Jazz!“
Am nachhaltigsten war für die Musiker die Erfahrung der künstlerischen Anerkennung und der fehlenden Rassenschranken; Kenny Clarke, der erst vor kurzem wieder zur Band gestoßen war, entschied sich daraufhin, in Frankreich zu bleiben. Zurück in den Vereinigten Staaten folgten Konzerte in der New Yorker Carnegie Hall sowie im Cricket Club und bei Billy Berg’s in Hollywood, wo Gillespie zwei Jahre zuvor erfolglos mit Charlie Parker aufgetreten war.
Nach der Rückkehr fand für die Band eine Willkommensparty im Ebony Club statt; jedoch erst im April 1949 begann Gillespie wieder mit der Bigband zu arbeiten, als er erneut im Apollo Theater auftrat und wieder auf Tournee ging.
Trotz des Erfolges des Afro-Cuban Jazz wurde die ökonomische Situation für die Bigbands Ende der 1940er Jahre in den Vereinigten Staaten zusehends schwieriger; Konzerttermine wurden seltener, Dance-Halls und Ballrooms schlossen. Während Benny Goodman, das Casa Loma Orchestra, das Count Basie Orchestra und Woody Herman and His Orchestra schon 1948 aufgaben, versuchte Gillespie mit neuen Musikern und einem mehr „populärem“ Repertoire durchzuhalten; es entstanden „so unsägliche Schmonzetten“ wie Hey Pete, Let’s Eat Mo’ Meat oder In the Land of Oo-bla-dee. 1949 lief der Schallplattenvertrag mit RCA aus und wurde nicht erneuert. Es folgten Ende 1949 und im Januar 1950 noch acht Titel für Capitol, an denen Paul Gonsalves, Jimmy Heath und der junge John Coltrane mitwirkten, bevor Gillespie die Bigband Anfang 1950 auflöste.

## Die Bigband 1956–1958
Nach mehreren Studioprojekten (bei denen etwa das reguläre Quintett des Trompeters (mit Hank Mobley) zur Bigband erweitert wurde, wie am 16. September 1954 bei einer Session für Norman Granz), gab es 1956 wieder eine Gillespie-Bigband, nachdem er den Auftrag erhalten hatte, eine durch das State Department gesponserte Band zusammenzustellen, die auf Tour durch Afrika, den Nahen und Mittleren Osten und Asien gehen sollte. Quincy Jones wurde mit der Organisation betraut, eine gemischtrassige Band aufzustellen; unterstützt von der Posaunistin und Arrangeurin Melba Liston (als einziger Frau in der Männerband) und Ernie Wilkins leitete er die Proben. Die Band bestand außerdem aus Frank Rehak, Joe Gordon, Ermett Perry, Carl Warwick, Rod Levitt, Phil Woods, Jimmy Powell, Billy Mitchell, Marty Flax, Walter Davis junior, Nelson Boyd, Charlie Persip sowie den Vokalisten Dottie Walters und Herb Lance.
Die Tournee führte durch Länder, die vertraglich mit den USA verbunden waren und in denen es Militärbasen gab; im Anschluss spielte Gillespie mit der Band für Norman Granz’ Label Norgran und Verve in New York mehrere LPs ein, Dizzy in Greece und World Statesman, bevor eine Südamerika-Tournee folgte. Nach ihrer Rückkehr in die USA spielte die Bigband erstmals vor heimischem Publikum auf dem Jazzfestival auf Randalls Island. Mit in der Band waren nun Lee Morgan, Talib Dawud und Wynton Kelly. im Juli 1957 trat die Bigband auf dem Newport Jazz Festival auf, mit Mary Lou Williams als Gast, die mit der Band drei Sätze aus ihrer Zodiac Suite spielte. Anfang 1958 wurde die Bigband wegen ökonomischer Probleme aufgelöst.

### Exkurs: Die Gillespie Big Band als Kulturbotschafter in Diensten der US-Außenpolitik
Gillespie, internationaler Star und Protagonist des Bebop, und seine Band sollten auf Initiative des Kongressabgeordneten Adam Clayton Powell Jr. musikalische Botschafter der USA werden und damit zu einem wichtigen kulturellen Instrument des Kalten Krieges. Dies schlug Powell Gillespie bei einem Besuch in Washington in Anwesenheit zahlreicher Reporter vor. Nachdem der Versuch, dies mit klassischer Musik zu versuchen, nicht ganz so erfolgreich war, erkannte das State Department 1955 „die Faszination von Jazz als einer inhärenten amerikanischen Kunstform“. Hieraus entwickelte sich die Konzertreihe Jazz Ambassadors.
Die US-Regierung wählte den Jazz für ihren kulturellen „Kreuzzug“ nicht nur wegen der amerikanischen Herkunft aus, sondern auch deshalb, weil Jazz sich dem inneramerikanischen Rassenkonflikt zu entziehen schien, stellte Scott Gac in seiner Untersuchung über die kulturellen Initiativen der US-Außenpolitik im Kalten Krieg am Beispiel der Gillespie-Tourneen von 1956/57 fest. 1956, im Jahr des Montgomery Bus Boycott, finanzierte das US-Außenministerium eine Auslandstournee der Dizzy Gillespie Big Band als Jazzorchester ohne Rassenschranken. Verschiedene Gastländer wie der Iran äußerten sich verstimmt über das Auftreten der Musiker; Gillespie nannte sein Orchester ein „american assortment von Schwarzen, Weißen, Männern, Frauen, Juden und Gojim.“

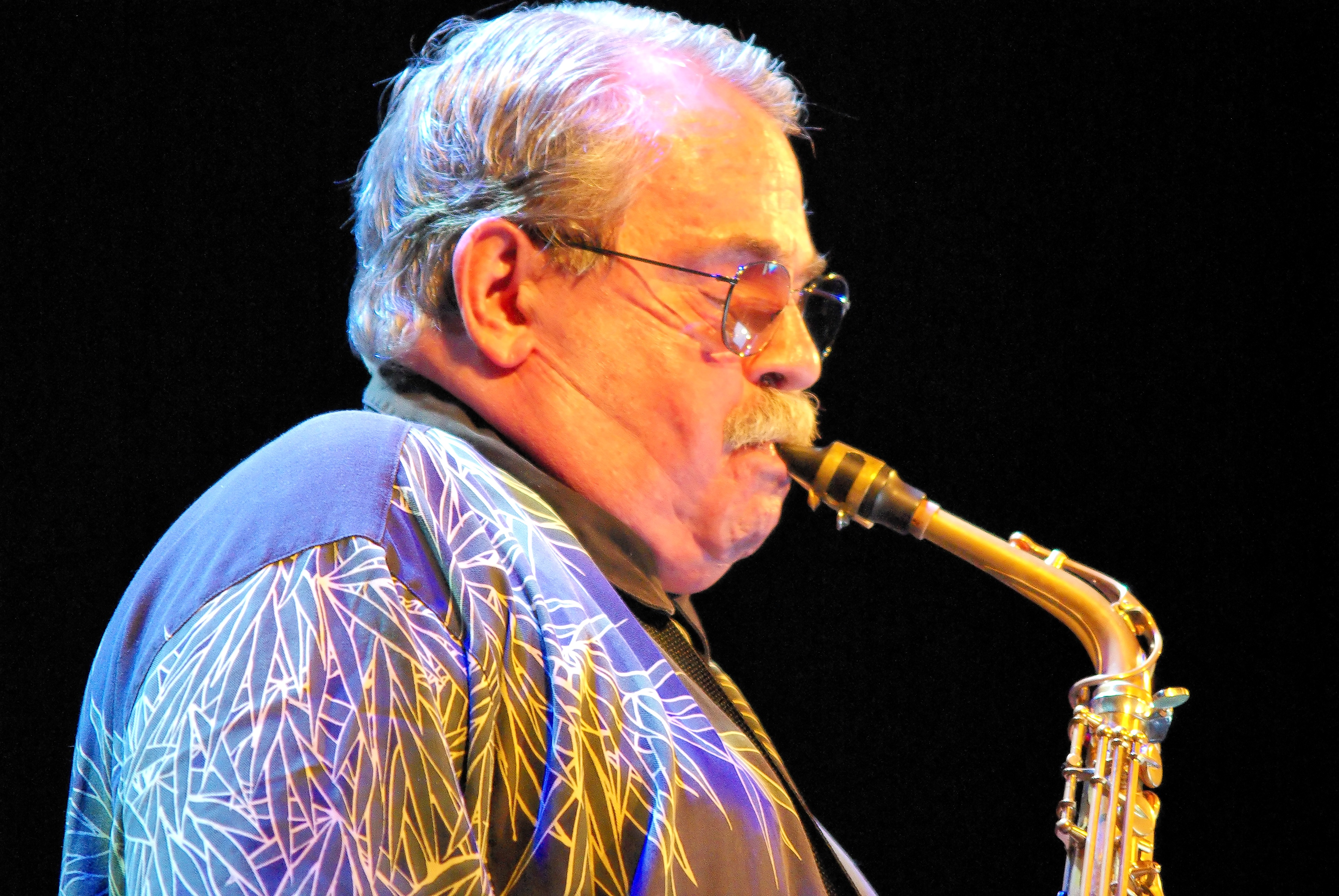
Phil Woods (2007)

Gillespie sprach damit die (weißen) Musiker Phil Woods und Rod Levitt sowie die weiblichen Bandmitglieder Dotty Saulter und Melba Liston an. Die Frauen in der Gruppe und die religiösen Bekenntnisse einiger Musiker provozierten in einigen Gaststaaten. Während eines Zwischenstopps auf dem Flughafen von Kairo, so erinnert sich Levitt, wurde nach freien Getränken ein virulent anti-israelischer Propagandafilm gezeigt. Gillespie, der die meiste Zeit darüber lachte, wendete sich zu Levitt, der jüdischen Glaubens war, und fragte: „How do you like it?“ In Pakistan verweigerte man Lewitt zunächst die Ausreise nach Syrien, weil er beim Glaubensbekenntnis „Jüdisch“ in sein Visaformaular eingetragen hatte. Das State Department löste die Situation auf, indem sie ihn in seinem Visum als Christ listete und er so Karachi verlassen konnte. Für die muslimischen Länder war auch die Unabhängigkeit der zwei Frauen in der Band ein Problem; Melba Liston erinnerte sich an Fragen zur Gleichstellung der Frauen in den USA: I had lots of women come to me in the Middle East tours to find out how life was over here for women and how in the world I could be running around there traveling and single.
Bereits im Februar 1956 berichtete ein Zeitungsartikel unter der Überschrift “Dizzy to Rock India” in der New York Times von Dizzy Gillespies bevorstehender zehnwöchiger Tournee durch Indien, den Nahen Osten und den Balkan. Die State-Department-Tour begann jedoch mit einem politischen Zwischenfall. Kurz vor dem Abflug der Band nach Bombay eskalierten Spannungen zwischen Indien und den Vereinigten Staaten, was zunächst zu Konzertabsagen führte. Im April 1956 überschrieb die New York Times einen Bericht mit Professor Joins the Gillespie Band; Marshall Stearns, Jazzhistoriker und Professor am Hunter College, der an der New School einen Jazzkurs hielt, übernahm die Rolle des Musiklehrers in der Gruppe während der Tour. Vier Wochen lang erzählte Stearns dem Publikum bei den Konzerten alles über Jazz, bevor Gillespie und Orchester auf die Bühne kamen.
In seiner Untersuchung Jazz Strategy: Dizzy, Foreign Policy, and Government in 1956 kommt der Historiker Scott Gac zu dem Ergebnis:
„Jazz war für die US-Regierung eine ‚Waffe des Klangs‘. Billiger als die Entwicklung von neuem Rüstungsgut, wurde der Jazz auf die fast unmögliche Mission geschickt, gegen die Wahrnehmung der Vereinigten Staaten als rassistische Gesellschaft zu kämpfen. Auf dem Höhepunkt schwarzer Proteste und der Antwort des Südens, standen die Vertreter des State Department zu ihrer Unterstützung des Jazz und setzten das Programm zu einer Zeit fort, als die Bundesregierung als abgehoben von der Rassenfrage wahrgenommen wurde.“

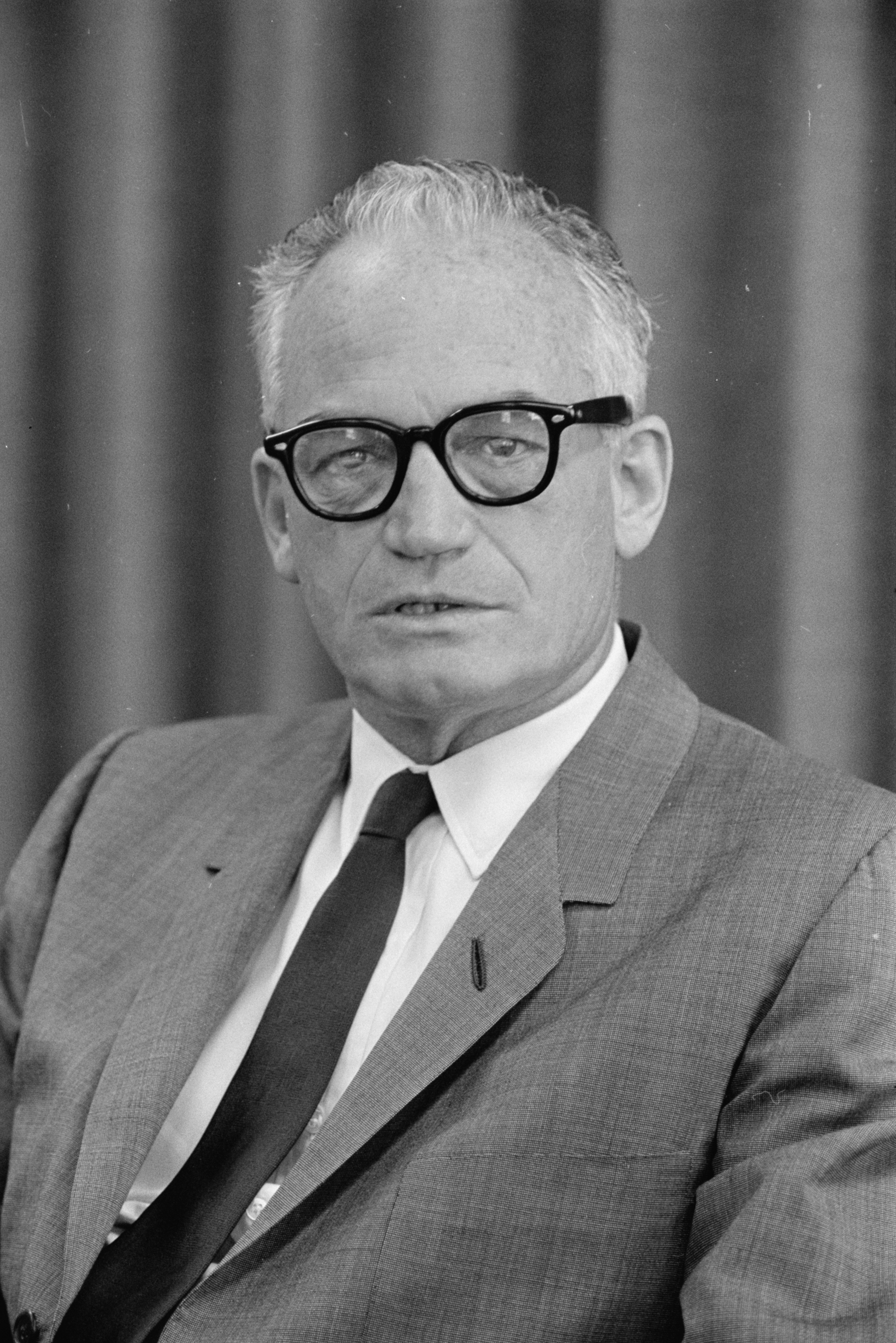
Barry Goldwater, 1962

Den damaligen Rassismus in den USA im Zusammenhang mit der Gillespie-Tournee zeigt ein Brief auf, den Senator Barry Goldwater an Robert C. Hill, den Leiter des Bureau of Legislative Affairs im Außenministerium schrieb. Goldwater konnte nicht begreifen, dass „a negro band leader“ etwas zum „musikalischen Leben unseres Landes“ beitragen konnte; Gillespie war einer lokalen Musikgruppe aus Goldwaters Heimatstaat Arizona, der Tucson Kids Band, vorgezogen worden.
Gillespie ließ sich keineswegs von der US-Regierung bei den Konzerten funktionalisieren. Im Juni 1956 kam es in der Türkei zum Eklat, als Gillespie sich weigerte, ausschließlich vor den geladenen Gästen der US-Botschaft zu spielen und das Konzert erst begann, als der Botschafter vor dem Gebäude wartende Kinder gleichfalls zuhören ließ; ähnliches passierte in Dhaka. In Damaskus unterbrach er das Konzert wegen des Ramadans, so dass das Publikum zum Sonnenuntergang die Möglichkeit zum Fastenbrechen hatte. Die Absichten der Regierung waren ihm bewusst, als er 1956 in den Nahen Osten reisten sollte. Als das State Department ihn vor der Tour einweisen wollte, verweigerte Gillespie dies mit der Bemerkung, er kenne die Vereinigten Staaten genau genug und könne auch ohne Belehrung durch Diplomaten ehrliche Antworten geben.
Gillespie meinte, er habe versucht, die gesellschaftlichen Widersprüche in USA nicht zu verstecken; „Ich sagte: Ja … wir haben unsere Probleme, aber wir arbeiten dran. Ich bin der Leiter dieser Band, und diese weißen Jungs arbeiten für mich. Das ist ein Riesending.“
Gillespie drückte in seinem Brief an Präsident Eisenhower am Ende der Tour dies so aus:
„I urge you to do all in your power to continue exploiting this valuable form of American expression of which we are so proud“.
Nach der Tournee hat das State Department in einem Artikel (1957) die Einbeziehung der Musik in die Kulturdiplomatie Politik gegen den Vorwurf verteidigt, man habe Jazz gesponsert. Es war der Ansicht, mit der Tour die Situation so beeinflusst zu haben, dass kommunistische Regierungen nun „den USA freundlicher gesinnt“ seien. Donald B. Cook vom State Department verteidigte die Gillespie-Tourneen – zu diesem Zeitpunkt waren es bereits zwei – damit, dass „die von der Regierung investierten $141,000 in die Tourneen von Dizzy Gillespie’s Jazzband geholfen haben, Berichte zu kompensieren, die rassistische Vorurteile gegenüber den Vereinigten Staaten schürten“.
Auch Gillespie selbst drückte das in seinem Brief an Präsident Eisenhower aus:

„Unser Trip durch den Nahen Osten stellte überzeugend unter Beweis, dass unsere gemischtrassige Gruppe gewaltig effektiv gegen die rote Propaganda war.“

## Weitere Bigbandprojekte
Nach 1958 trat Gillespie vorwiegend mit kleineren Ensembles auf, „nutzte aber jede Gelegenheit, vor eine Bigband zu treten. Eine solche Gelegenheit war ein Duke-Ellington-Album mit Arrangements von Clare Fischer 1960 und das Carnegie-Hall-Konzert vom 4. März 1961, für die das reguläre Gillespie-Quintett mit New Yorker Studiomusikern zur Big Band vergrößert wurde:“ Damals spielten mit ihm u. a. Clark Terry, Nick Travis, Britt Woodman, Gunther Schuller, Don Butterfield und Lalo Schifrin. Im selben Jahr entstand Perceptions, eine Auftragsarbeit Gillespies für J. J. Johnson und 1962 seine Komposition The New Continent (Limelight Records). 1963 spielte der Trompeter unter Leitung von Gil Fuller mit dem Monterey Festival Orchestra auf dem gleichnamigen Jazzfestival. 1968 stellte George Wein für eine Tournee, deren Höhepunkt die Berliner Jazztage waren, eine Reunion Big Band zusammen, in der Musiker aus den vorangegangenen Bigbands spielten, so James Moody, Ted Kelly, Cecil Payne und Sahib Shihab aus der Bigband der 1940er Jahre und mit Curtis Fuller aus der State-Department-Band. Hinzu kamen Musiker wie Stu Hamer, Mike Longo, Jimmy Owens, Dizzy Reece und Chris Woods.
Mit Machito und dessen Orchester ging Gillespie 1975 ins Studio (Afro-Cuban Jazz Moods), mit der Bigband von Lalo Schifrin 1977 (Free Ride). 1979 trat er mit der Bigband von Woody Shaw auf dem Monterey Jazz Festival auf. 1988 gründete Gillespie mit dem United Nations Orchestra eine weitere, diesmal international besetzte Bigband, mit der er mehrere Jahre auf Tournee in Ägypten, Marokko, Kanada, Europa und Südamerika ging (Live at the Royal Festival Hall, 1989).
Nach Dizzy Gillespies Tod 1993 wurde die Tradition der Gillespie-Bigband in einer All-Star-Formation mit namhaften Musikern fortgeführt, darunter Randy Brecker, Cyrus Chestnut, Ed Cherry, Steve Davis, Paquito D’Rivera, Greg Gisbert, Roy Hargrove, Antonio Hart, John Lee, Lewis Nash, Claudio Roditi, Gary Smulyan und Terell Stafford.

## Diskografische Hinweise
Einzelausgaben

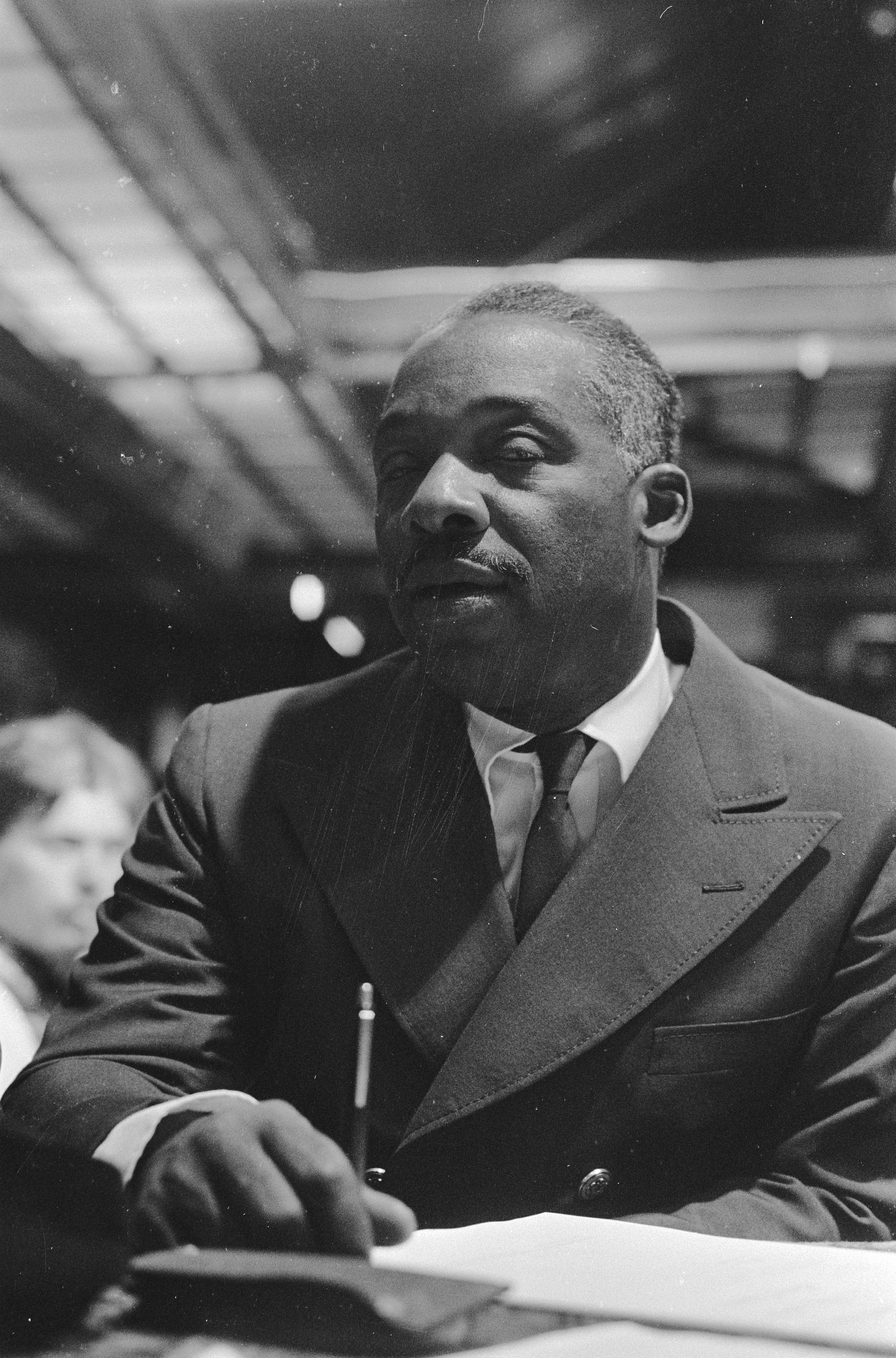
Kenny Clarke

- The Complete RCA Victor Recordings (1937–49)
- Algo Bueno: The Complete Bluebird/Musicraft Recordings & The Pleyel Concert (1946–49), mit Milt Jackson, Cecil Payne, Ray Brown, Willie Bobo, Yusef Lateef, Johnny Hartman, Leo Parker, John Lewis, Sonny Stitt, Kenny Dorham, James Moody, Ernie Henry, Al McKibbon
- Dizzy Gillespie Big Band / Chubby Jackson Sextet / James Moody Jam Session: Bebop Enters Sweden 1947–49 (Dragon Records)
- Dizzy Goes to College (Jazz Showcase, 1947)
- Pleyel 1948 (Arpeggio, 1948)
- Dizzy Gillespie and His Big Band Featuring Chano Pozo – In Concert (GNP Crescendo, 1948, ed. 1993)
- Afro Cuban Jazz (Verve, 1949–51), mit Machito, Chico O’Farrill, Dizzy Gillespie
- Diz Big Band (Verve, 1956)
- Gene Norman Presents: Dizzy Gillespie and His Big Band (GNP Crescendo Records, 1957)
- Dizzy in Greece (Verve, 1957)
- Birks’ Works (Verve, 1957)
- Dizzy Gillespie at Newport (Verve, 1957), mit Benny Golson, Charlie Persip
- A Portrait of Duke Ellington (Verve, 1960)
- Gillespania – Carnegie Hall Concert (Verve, 1960/61)
- Gil Fuller & The Monterey Festival Orchestra Featuring Dizzy Gillespie (Pacific Jazz Records, 1963)
- The Dizzy Gillespie Reunion Big Band – 20th & 30th Birthday (MPS, 1968)

Kompilationen
- Compact Jazz: Dizzy Gillespie Big Band (Verve, ed. 1992)
- Birk’s Works: Verve Big Band Sessions (Verve, ed. 1995)
- Complete Big Band Studio Sessions 1946–1960 (ed. 2011)